# دانيال بارتولوتا
دانيال بارتولوتا (بالإسبانية: Daniel Bartolotta)‏ هو لاعب كرة قدم أوروغواياني في مركز الوسط، ولد في 9 يناير 1955 في مونتيفيديو في الأوروغواي. لعب مع تامبيكو ماديرو وتيغريس أونال وديبورتيفو لاكورونيا وديفينسور سبورتينغ وريال أوفييدو ونادي بويبلا ونادي مونتيري.

## وصلات خارجية
- دانيال بارتولوتا على موقع قاعدة بيانات كرة القدم.إي يو (الإنجليزية)
- دانيال بارتولوتا على موقع عالم كرة القدم.نت (الإنجليزية)